# روفوس كينغ
روفوس كينغ (بالإنجليزية: Rufus King)‏ (24 مارس 1755 – 29 أبريل 1827) هو محامي وسياسي ودبلوماسي أمريكي. وكان مندوبا عن مستعمرة ماساتشوستس إلى الكونغرس القاري ومؤتمر فيلادلفيا وكانت إحدى الولايات التي وقعت على دستور الولايات المتحدة في عام 1787. مثل لاحقا ولاية نيويورك في مجلس الشيوخ الأمريكي. وقد برز كعضو مهم في الحزب الفيدرالى وكان أخر مرشح رئاسي للحزب للرئاسة وكان ذلك في انتخابات عام 1816.
كينغ هو ابن تاجر ثري من ماساتشوستس، ودرس القانون قبل أن يتطوع للميليشيات في حرب الاستقلال الأمريكية. وفاز بالانتخابات لمحكمة ماساتشوستس العامة في عام 1783 ولكونغرس الاتحاد في العام التالي. شارك في مؤتمر فيلادلفيا عام 1771، وبرز فيه كقيادي قومي ودعا إلى زيادة سلطات الحكومة الاتحادية. عاد كينغ بعدها إلى ماساتشوستس حيث استغل نفوذه لكسب الدعم للتصديق على الدستور الجديد. تخلى عن عمله القانوني وانتقل إلى مدينة نيويورك بناء على طلب ألكسندر هاميلتون.
ترشح كينغ وفاز بانتخابات مجلس الشيوخ ممثلا عن نيويورك في 1789، وبقي في منصبه حتى عام 1796. في ذلك العام، قبل تعيين الرئيس جورج واشنطن له سفيرا في بريطانيا. واحتفظ كينغ بمنصبه حتى بعد فوز جيفرسون في انتخابات الرئاسة عام 1800، رغم أنه كان مواليا للفيدرالين وهاميلتون. ترشح كينغ لمنصب نائب الرئيس عن الحزب الفيدرالي في انتخابات 1804 و 1808، حيث رافق ترشيح تشارلز كوتسوورث بينكني من ولاية كارولينا الجنوبية والذي لم ينجح. ورغم أن معظم الفدراليين دعموا الديمقراطي الجمهوري ديويت كلينتون في الانتخابات الرئاسية عام 1812، إلا أن كينغ (الذي لم يدعمه حزبه) فاز بأصوات الفيدراليين الذين لم يرغبوا بدعم ترشيح كلينتون. في عام 1813، عاد إلى مجلس الشيوخ وظل في منصبه حتى عام 1825.
وكان كينغ مرشحا غير رسمي عن الحزب الفيدرالي للرئاسة في عام 1816، وتلقى هزيمة ساحقة أمام جيمس مونرو. أصبح الحزب الفيدرالي شبه منحل على المستوى الوطني بعد عام 1816، وكان كينغ آخر مرشح للرئاسة عن الحزب. ومع ذلك، تمكن كينغ من البقاء في مجلس الشيوخ حتى عام 1825 بسبب الانقسام داخل الحزب الديمقراطي الجمهوري في نيويورك. قبل كينغ بعدها تعيين جون كوينسي آدامز لفترة أخرى سفيرا في بريطانيا، ولكن صحته أجبرته على التقاعد من المناصب الحكومية، وتوفي في عام 1827. كان لكينغ خمسة أطفال عاشوا حتى سن البلوغ، وله العديد من الأحفاد البارزين.

## بدايات حياته
ولد كينغ يوم 24 مارس 1755 في سكاربورو، ماين (والتي كانت وقتها ميناء في ماساتشوستس). وتخرج من هارفارد عام 1777 ودرس القانون في نيوبري بورت، ماساتشوستس مع ثيوفيلوس بارسونز، ودخل إلى نقابة المحاماة في عام 1780.

## العمل في السياسة
عمل كينغ في محكمة ماساتشوستس العامة في 1783-1784 وفي الكونغرس الإتحادي في 1784-1787. وأثناء تلك السنوات الحرجة تبنى موقف «حقوق الولايات». وبفضل جهوده رفضت المحكمة العامة في عام 1784 التعديل في بنود الاتحاد التي تخول للكونغرس جمع رسوم بمقدار 5%. وكان أحد الموفودين الثلاثة من ماساتشوستس إلى الكونغرس في 1785 الذين رفضوا تقديم قرار المحكمة العليا بتقديم اتفاقية لتعديل البنود. ولكنه لم يتفق أيضا مع الوفود في الاجتماع الذي عقد في أنابوليس في 1786. وقاد قام بمجهود جيد في معارضة امتداد العبودية.
في بدايات العام 1787 تأثر كينغ بتمرد دانيال شايز وبتأثير ألكساندر هاملتون لإلقاء نظرة أوسع عن الوضع العام، وكان هو الذي قدم القرار في الكونغرس في 21 فبراير 1787 الذي أقر باتفاقية فيلادلفيا الدستورية. في الإتفاقية دعم الحزب الكبير الرسمي، ودعا لإلغاء تجارة الرقيق، وعارض ضم العبيد في تقرير تقسيم الممثلين. في عام 1788 كان أحد أكثر الأعضاء المؤثرين في مؤتمر ماساتشوستس الذي صدقوا فيه على الدستور الاتحادي.

## الحياة في نيويورك
تزوج كينغ من ماري ألسوب (1769 – 1819) من نيويورك في عام 1786 وانتقل إلى تلك المدينة في عام 1788. وانتخب عضو جمعية نيويورك في ربيع عام 1789، وفي جلسة خاصة للمجلس التشريعي عقدت في يوليو من تلك السنة اختير أحد الممثلين الأوائل لنيويورك في مجلس الشيوخ الأمريكي. وفي هذه الهيئة عمل بين عامي 1789 – 1796، ودعم قرارات هاملتون المالية وإعلان حياد واشنطن ومعاهدة جاي، وأصبح أحد الزعماء المعترف بهم للحزب الفيدرالي. وكان سفيرا إلى بريطانيا العظمى في 1796-1803 وثانية في 1825-1826، وكان المرشح الاتحادي لنائب الرئيس في 1804 و1808، وللرئيس في 1816، عندما استلم 34 صوتا انتخابيا مقابل 183 لصالح جيمس مونرو. وعاد ثانية إلى مجلس الشيوخ في عام 1813، وأعيد انتخابه في عام 1819 كنتيجة للصراع بين فئات فان بيورين وكلينتون بين الحزبين الديمقراطي والجمهوري. في مناقشات تسوية ميزوري دعم البرنامج المناهض للعبودية في الغالب، لكن لأسباب دستورية صوت ضد البند الثاني لتعديل تالماج الذي يشترط يجب أن يكون كل العبيد الذين ولدوا في الولاية بعد دخولها إلى الاتحاد أحرارا في عمر خمس وعشرين سنة. مات في جامايكا، لونغ آيلاند، في 29 أبريل 1827.

## مؤلفات عنه
حياة ومراسلات روفوس كينغ، والتي بدأها ابنه تشارلز كينغ حوالي العام 1850، أكملت من قبل حفيده، تشارلز ر. كينغ، ونشرت في ستة مجلدات (نيويورك، 1894-1900).

## أبناؤه
ابن روفوس، وهو جون ألسوب كينغ (1788 – 1867)، تعلم في مدرسة هارو وفي باريس، وخدم في حرب 1812 كمساعد في سلاح الفرسان، وكان عضو جمعية نيويورك في 1819 – 1821 ومجلس شيوخ ولاية نيويورك في عام 1823. وعندما أرسل أبوه كسفير إلى بريطانيا العظمى في عام 1825 رافقه كسكرتير المفوضية الأمريكية، وعندما أرجع أبوه إلى البيت بسبب المرض بقى كقائم بالأعمال حتى أغسطس 1826. وكان عضو جمعية نيويورك ثانية في 1832 وفي 1840، كان ممثل الويغ في الكونغرس في 1849-1851، وفي 1857-1859 كان حاكم ولاية نيويورك. كما كان عضوا بارزا في الحزب الجمهوري، وفي عام 1861 كان مندوبا إلى مؤتمر السلام في واشنطن.
ابنه الآخر، تشارلز كينغ (1789-1867)، تعلم أيضا في الخارج، كان قائد فوج متطوع في أوائل حرب 1812، وخدم في 1814 في جمعية نيويورك، وبعد العمل لبضع سنوات كصحفي وكان رئيس كلية كولومبيا (الآن جامعة كولومبيا) في 1849-1864.
الابن الثالث، جيمس غور كينغ (1791-1853)، كان مساعد جنرال في حرب 1812، وكان مصرفيا في ليفربول وبعد ذلك في نيويورك، وكان رئيس سكة حديد نيويورك وإيري حتى العام 1837، عندما نال بزيارته إلى لندن قرضا بقيمة مليون جنيه إلى المصرفيين الأمريكيين من مدراء بنك إنجلترا. وكان ممثلا في الكونغرس عن ولاية نيو جيرسي في 1849-1851.
ابن تشارلز كينغ، روفوس كينغ (1814-1876)، تخرج في الأكاديمية العسكرية الأمريكية في 1833، وعمل لثلاث سنوات في شركات المهندس، وبعد الاستقالة من الجيش، أصبح مهندس مساعد في سكة حديد نيويورك وإيري. هو كان نائب حاكم ولاية نيويورك في 1839-1843، وأصبح عميد المتطوعين في جيش الاتحاد في الحرب عام 1861، وترأس فرقة عسكرية في فرجينيا في 1862-1863، وبعد أن أرغمه المرض على الاستقالة من الجيش، أصبح السفير الأمريكي إلى الدولة البابوية في 1863-1867.
وحفيده، تشارلز كينغ الابن (1844 – 1933)، خدم في المدفعية حتى 1870 وفي سلاح الفرسان حتى 1879؛ وعين عميدا للمتطوعين الأمريكيين في الحرب الأمريكية الإسبانية في عام 1898، وخدم في الفلبين. ومن كتبه معارك مشهورة وحاسمة (1884)، أدارة حملة مع المحتال (1890)، والعديد من الحكايات الشعبية عن الحياة العسكرية.

## روابط خارجية
- روفوس كينغ على موقع الموسوعة البريطانية (الإنجليزية)